# 菜籽多酚
菜籽多酚（英語：Canolol）是菜籽油中的酚类化合物，可在烘烤油菜种子时使芥子酸发生脱羧反应制得。